# Sabie de artilerie, trupă, model 1890

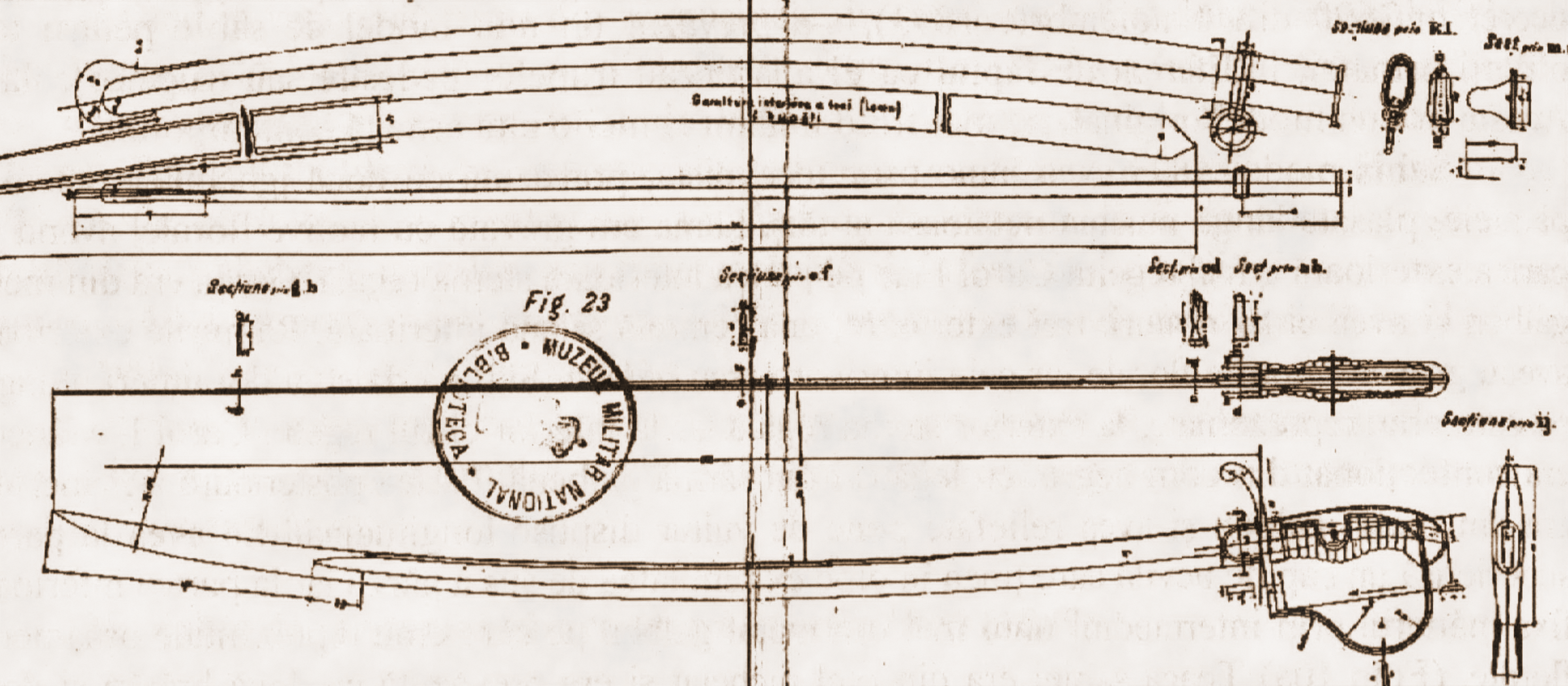
Detalii constructive

Sabia de artilerie, trupă, model 1890 a fost o armă albă din categoria săbiilor, aflată în dotarea soldaților Armatei României din arma artileriei, în Primul Război Mondial. Săbiile au fost fabricate de firmele P.D. Lüneschloss, F.W. Höller, Alex Coppel și Weyersberg-Kirschbaum & Cie din Solingen, rămânând în dotarea artileriștilor călări până în perioada interbelică.
Sabia avea un profil ușor curbat, cu lamă și gardă de oțel și mânerul din corn de bivol. Teaca era confecționată din oțel, având o brățară și un inel pentru prindere. Săbiile produse de P.D. Lüneschloss aveau lama cu lungimea de 810 mm și lățimea de 25 mm, iar cele produse de celelalte firme aveau lama cu lungimea de 750 mm și lățimea de 30 mm.